# Internationale Industrie- und Handelsbank der Elfenbeinküste
Die Internationale Industrie- und Handelsbank der Elfenbeinküste oder französisch Banque Internationale pour le Commerce et l’Industrie de la Côte d’Ivoire (kurz: BICICI) ist eine Bank in der Elfenbeinküste und Teil der BNP-Paribas-Gruppe.
Am 14. Februar 2011 stellte sie, aufgrund der Lage während der Regierungskrise in der Elfenbeinküste 2010/2011, ihre Geschäftstätigkeit in dem Land ein.